# Corydon (Gide)
Pour les articles homonymes, voir Corydon.
Corydon est un essai dialogué d'André Gide sur l'homosexualité et la pédérastie. Les quatre « dialogues socratiques » qui composent cet essai ont fait l'objet, pour les premiers deux et demi, d'un tirage privé en 1911 et, pour l'ensemble des quatre, d'un deuxième tirage privé en 1920, puis d'une publication en 1924. Le nom de l'auteur n'est apparu qu'en 1924.

## Origines et intention
André Gide décide d'écrire Corydon pour plusieurs raisons ; la plus fondamentale est sans doute la lecture d'un passage d'un ouvrage juridique de son père Paul (La Condition de la femme dans l'Antiquité, chapitre III, 1867), où celui-ci était extrêmement violent contre l'homosexualité, parlant de « vice infâme », d' « amour sans nom » et autres qualifications du même genre. À la suite du procès Renard, qui voit un homme accusé de meurtre, moins en raison des charges qui pèsent contre lui que de ses « mœurs innommables », l'intention de Gide est renforcée, de même qu'à la lecture d'une biographie falsifiée du poète Paul Verlaine. Les amis à qui Gide soumet l'ébauche de cet essai, tel Roger Martin du Gard, sont effrayés par le scandale probable et le rejaillissement qu'il pourrait avoir sur sa vie publique et privée, tant et si bien que Gide ne fait d'abord imprimer que les deux premiers chapitres et le début du troisième, anonymement et à douze (ou vingt-deux) exemplaires seulement, sous le titre lacunaire C. R. D. N., en 1911. Il achève les quatre dialogues en 1917-18, et les imprime, toujours anonymement, en 1920, à vingt et un exemplaires distribués à des amis. 
Il décide ensuite d'assumer cette œuvre, très importante à ses yeux, et d'engager son nom et sa réputation dans la défense de sa conception de l'homosexualité et de la pédérastie. Corydon, sous-titré  « Quatre dialogues socratiques », est alors publié en mai 1924. Le scandale, relatif, est au rendez-vous, bien que quelques lecteurs avertis aient déjà repéré le thème de l'homosexualité dans des œuvres antérieures comme L'Immoraliste (1902). Un ami, l'écrivain catholique Paul Claudel, le sommera de renoncer à publier, avant de rompre définitivement avec lui. 
Gide défend une conception de l'homosexualité différente de celle qui était alors en vogue. Comme Sigmund Freud, il n'accepte pas la théorie du troisième sexe de Magnus Hirschfeld, malgré la considération qu'il a pour Marcel Proust (lors d'une brève visite, il lui offre un exemplaire du Corydon de 1920, en lui demandant de le lire et de donner son avis), il ne partage pas la vision des  « hommes-femmes », descendants des habitants de Sodome décrits dans le quatrième volume d’À la recherche du temps perdu, Sodome et Gomorrhe. Comme Sigmund Freud encore, il n'accepte pas davantage la théorie de la perversion.
L'idée de l'homosexualité que se fait André Gide est celle d'une forme de normalité (Freud avait dit  « variante »), l'homosexualité, et spécialement la pédérastie, sont vues comme partie intégrante de la dynamique de l'espèce humaine, et pouvant même atteindre un modèle d'excellence, son point de référence étant le monde gréco-romain, en particulier la Grèce antique, les luttes entre Sparte et Athènes. 
Corydon est initialement le nom d'un berger dans les Idylles 4 et 5 du poète grec Théocrite, puis dans les Bucoliques du latin Virgile, et la forme de l'œuvre homonyme est donc celle d'un dialogue socratique. Un Visiteur hétérosexuel engage la conversation avec le docteur Corydon. Ce dernier remet en cause, à l'occasion de récents faits-divers mais en recourant à des textes et arguments classiques, les préjugés de la morale publique en cours que lui oppose son interlocuteur.